# Phoracantha punctipennis
Phoracantha punctipennis là một loài bọ cánh cứng trong họ Cerambycidae.